# Concolitano
Concolitano (griego: Κογκολίτανος) fue uno de los dos líderes de los gesatas, un grupo de mercenarios celtas que vivían en los Alpes cerca del Ródano y que lucharon contra la República romana en la batalla de Telamón (225 a. C.). Él y su colega, Aneroëstes, fueron llamados por los boyos e ínsubros en respuesta por la colonización romana de la antigua región celta del Piceno. Se les prometió un gran botín en caso de vencer a los romanos. Fue capturado durante la batalla.